# Séreilhac
Séreilhac település Franciaországban, Haute-Vienne megyében. Lakosainak száma 2045 fő (2022. január 1.). Séreilhac Aixe-sur-Vienne, Cognac-la-Forêt, Flavignac, Gorre, Pageas, Saint-Laurent-sur-Gorre, Saint-Martin-le-Vieux és Saint-Priest-sous-Aixe községekkel határos.

## Népesség
A település népessége az elmúlt években az alábbi módon változott:
| Lakosok száma | 1890 | 1935 | 1977 | 1992 | 1990 | 1989 | 2010 | 2022 | 2045 |
|               | 2013 | 2015 | 2016 | 2017 | 2018 | 2019 | 2020 | 2021 | 2022 |